# The Coca-Cola Company
Cet article concerne la société. Pour la boisson, voir Coca-Cola.
Ne doit pas être confondu avec Coca-Cola Enterprises.
The Coca-Cola Company, ou simplement Coca-Cola, est une multinationale américaine spécialisée dans les boissons.
Elle est surtout connue pour son produit phare, le Coca-Cola. Grâce à un marketing intensif, il est devenu à la fin de la Seconde Guerre mondiale, dans l'imaginaire collectif, un symbole de la prospérité et de l'American way of life. Le Coca-Cola est une marque déposée en 1887 d'un soda (boisson gazeuse sucrée), créé aux États-Unis. La forme de la bouteille elle-même est déposée le 16 novembre 1916. Elle tire son nom de sa première composition : la feuille de coca et l'utilisation de noix de kola, la boisson était alors vendue par son inventeur le pharmacien Pemberton, comme remède miraculeux — elle avait à l'époque une couleur de type caramel et était fournie dans une bouteille verte avant la conception de celle conçue par Raymond Loewy. Son concurrent historique sur les marchés américains et mondiaux est la société PepsiCo (avec son Pepsi-Cola concurrent direct du Coca-Cola), et dans une moindre mesure de nouveaux arrivants dont Virgin Cola (Virgin Group). On retrouve aussi les colas alternatifs ou altercolas.
La société diversifie son offre, en commençant par reprendre après 1945 une création de sa filiale allemande devenue Fanta et qui avait produit à partir de 1941 des sodas aux agrumes, faute du précieux ingrédient américain placé sous embargo pendant les hostilités. Suivirent Sprite, Minute Maid, Schweppes, Innocent ou encore Fuze Tea. Elle a en plus produit toute une panoplie de variantes de ces mêmes produits.
Elle est également propriétaire de la chaine de cafés Costa Coffee.

## Histoire

### 1886-1889: Création du produit et de la société

Logo jusqu'en 2020

Le 8 mai 1886, le préparateur-pharmacien originaire d'Atlanta John Stith Pemberton invente un sirop à base d'alcool, de cocaïne, et de noix de kola, qu'il baptise French Wine Coca. Une version « sans alcool », mais toujours avec la coca, fait son apparition quelques mois plus tard dès l'interdiction de l'alcool à Atlanta. Peu après, Frank Robinson, le comptable de Pemberton lui propose le nom Coca-Cola et le design du logo. Haddon Sundblom illustra le Père Noël avec Coca-Cola. Le 6 juin 1887, Pemberton fait inscrire au registre du commerce la marque Coca-Cola ; quelques mois plus tard, l'homme d'affaires Asa Griggs Candler achète Coca-Cola à Pemberton, malade, pour 2 300 dollars.
Pemberton décède le 16 août 1888 après avoir vendu ses pharmacies entre 1887 et mars 1888 et la totalité des droits sur la marque Coca-Cola à ses anciens associés contre une redevance de 5 cents le gallon. À la fin des années 1890, Coca-Cola devient l'un des breuvages les plus populaires d'Amérique. Avec Candler à la tête, les ventes de sirop par la société Coca-Cola s'accroissent à 4000 % entre 1890 et 1900.

### 1899-1980: De nombreux franchisés
Durant l'été 1899, Candler accepte de vendre une licence pour 1 $ à Benjamin F. Thomas et Joseph B. Whitehead qui ouvrent une usine d'embouteillage à Chattanooga, devenant le premier embouteilleur de la marque. De nombreuses sociétés sont créées dans les années qui suivent.
En 1926, la Chattanooga Coca-Cola Bottling Company est achetée par la Coca-Cola Bottling Company United basée à Birmingham en Alabama. En parallèle, la société Topo Chico Company obtient la première franchise pour le Mexique.

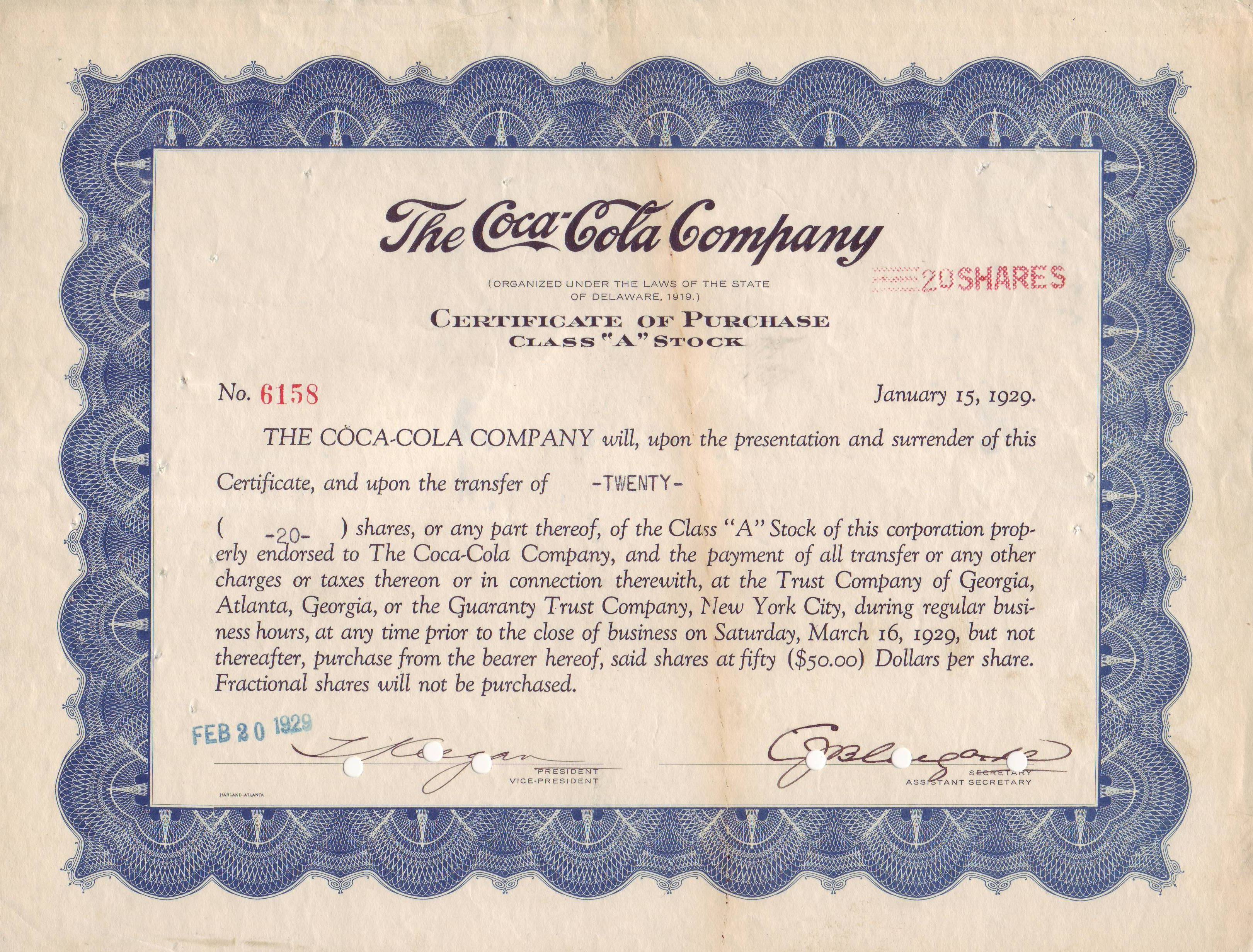
Certificate of Purchase de la Coca-Cola Company en date du 20 février 1929.

En 1929, l'entreprise est cotée en bourse à New York. En 1929, les chiffres de l'année 1928 indiquent que les ventes de bouteilles dépassent ceux des fontaines. Robert Woodruff organise un comité de standardisation baptisé Standardization Committee of the Coca-Cola Company of Atlanta, qui sera actif jusqu'en 1932. Ce comité permet de définir des règles pour l'ensemble des éléments de production de la marque, dont le graphisme et l'architecture. En 1931, près de 1 350 usines d'embouteillages sont dénombrées aux États-Unis et les nouvelles constructions se doivent d'adopter les règles d'architecture établies par le comité.
Après la Seconde guerre mondiale, Coca-Cola exerce d’énormes pressions pour s’implanter en France, s’appuyant notamment sur une campagne de presse, et obtient même l'intervention du Département d’État.
En 1950, la première publicité pour la marque est diffusée le jour de l'Action de grâce.
En septembre 1960, Coca Cola acquiert l'entreprise Minute Maid,. Depuis 1968, la société s'associe avec de nombreux événements sportifs, comme la Coupe du monde de football de 2010 et les Jeux olympiques de 2012.
En 1974, les brasseries rwandaises Bralirwa ouvrent une usine à Kigali en partenariat avec Coca-Cola pour la production sous franchise de soda.

### 1980-2010: Acquisitions d'embouteilleurs

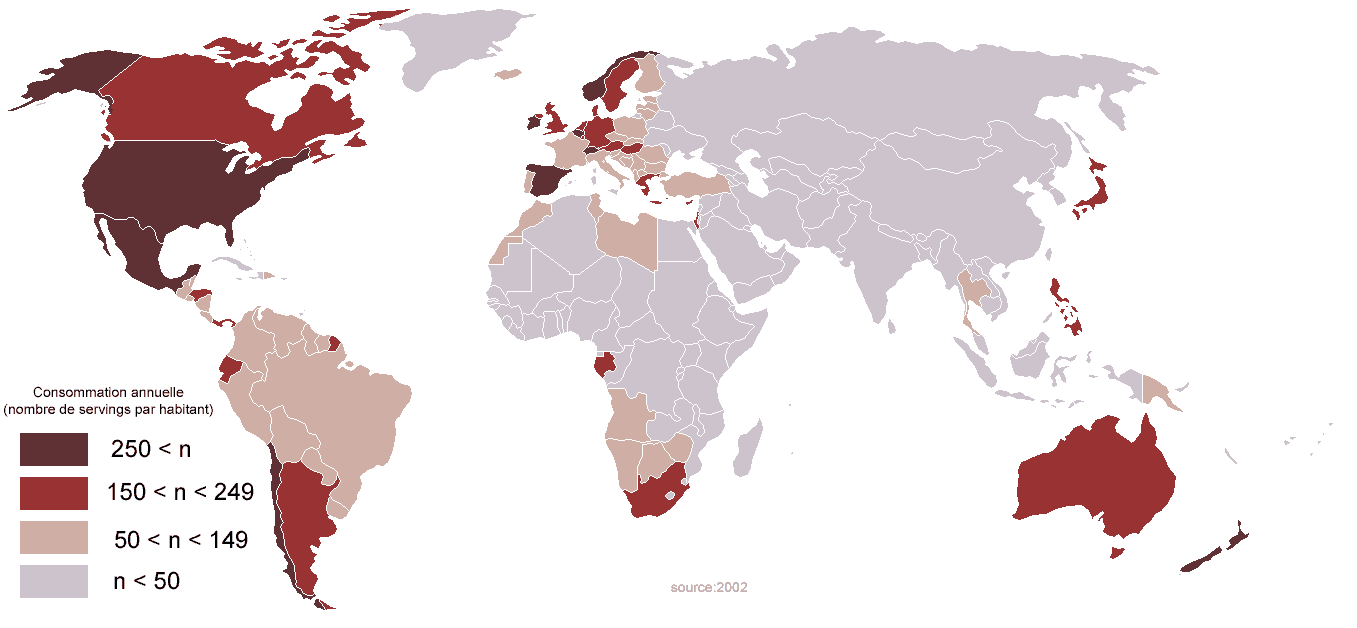
Consommation annuelle de Coca-Cola, nombre d'unités consommées par habitant.

En 1980, la Coca-Cola Company achète la Coca-Cola Bottling Company of New York pour 215 millions d'USD. En 1982, Coca-Cola Company achète l’Associated Coca-Cola Bottling Company pour 417,5 millions d'USD. En 1982, sous la rection de Donald Keough la société Coca-Cola achète le studio Columbia Pictures, mais le revend en 1989 à la société japonaise Sony. En 1986, la Coca-Cola Company achète la division embouteillage de Beatrice Foods et celle de la famille de John T. Lupton II,. Les entreprises achetées sont alors regroupées dans une entité dédiée nommée Coca-Cola Enterprises en 1986.
Le 21 avril 1989, Coca-Cola achète 41 % de l'entreprise australienne et embouteilleur Amatil pour 328 millions d'USD,.
Le 31 août 1991, Coca-Cola Enterprise achète pour 439 millions d'USD le Johnston Coca-Cola Bottling Group, basé à Chattanooga et premier embouteilleur indépendant de Coca-Cola aux États-Unis.
En 1993, la société Coca-Cola India acquiert les marques Thums Up et Maaza (en) à la société Parle-Bisleri.
Le 2 juillet 1993, Coca-Cola Bottling et Coca-Cola Company forment un partenariat nommé Piedmont Coca-Cola Bottling dans lequel Coca-Cola Bottling achète et prend en charge des zones de distributions significatives en Caroline du Nord et Caroline du Sud.
Le 30 mars 1995, la Coca-Cola Company achète la société et la marque de bière américaine Barq's.
En 1997, Cobega et la Coca-Cola Company forment l’Equatorial Coca-Cola Bottling Company détenue respectivement à 70 % par Cobega et 30 % par Coca-Cola. Le 12 juin 1997, Coca-Cola Amatil détenu à 40 % par Coca-Cola achète Coca-Cola Bottlers Philippines, détenue par San Miguel Corporation et à 30 % par Coca-Cola. À la suite de cette acquisition, San Miguel détient 25 % d'Amatil et Coca-Cola descend à 33 %.
En 1998, Coca-Cola Enterprises achète la Cameron Coca-Cola Bottling. Cet achat coïncide avec ceux de cinq autres embouteilleurs par Coca-Cola Enterprises pour 770 millions d'USD visant à consolider la chaîne de distribution au milieu de la guerre des sodas contre Pepsi. En décembre 1998, Embotelladora Andina achète pour 25,5 millions d'USD les 49 % détenus par la Coca-Cola Company dans l'entreprise d'eau minérale argentine Vital, mais Coca-Cola achète pour 10,7 millions d'USD la source et l'usine de production Vital installée à Chanqueahue.
En octobre 2001, la société acquiert la marque Odwalla pour 186 millions d'USD.
Le 18 novembre 2002, Cobega achète pour 85 millions d'USD les deux sociétés marocaines SBGN et SBGS (pour Sociétés des Boissons Gazeuses du Nord et du Sud) achetées par The Coca-Cola Export Company en 1999. Fin décembre 2002, la société achète l'embouteilleur Panamerican Beverages (Panamco), basé au Mexique et desservant l'Amérique centrale, la Colombie, le Venezuela et le Brésil pour 3,6 milliards d'USD. Coca-Cola Company détenait 25 % de Panamco.
En février 2007, Coca-Cola Company achète Fuze Beverage pour un montant estimé à 250 millions d'USD. Coca-Cola a également obtenu les droits sur NOS Energy Drinks et WaterPlus dans le cadre de l'achat. Cette décision a été considérée comme un effort stratégique pour élargir le portefeuille de boissons non gazeuses de la société, et plus particulièrement pour concurrencer la gamme SoBe de PepsiCo proposant des mélanges de jus de fruits et eaux améliorées. C'est aussi un la confirmation d'un changement de stratégie pour Coca-Cola qui désormais achète des entreprises de boissons innovantes au lieu de développer de nouveaux produits en interne. En mai 2007, Coca-Cola achète la société Energy Brands / Glacéau produisant les eaux minérales Vitaminwater pour 4,1 milliards d'USD,.
En 2007, Coca-Cola Company et Coca-Cola FEMSA achètent le producteur de jus de fruit mexico-brésilien Jugos del Valle pour 370 millions d'USD. Coca-Cola Company achète 34 % du japonais Tokyo Coca-Cola Bottling Company ainsi qu'une participation supplémentaire de 11 % dans Nordeste Refrigerantes durant le troisième trimestre 2007 totalisant 60 % de cette société brésilienne. En parallèle Coca-Cola vend 238 millions d'USD sa participation dans le brésilien Vonpar Refrescos.

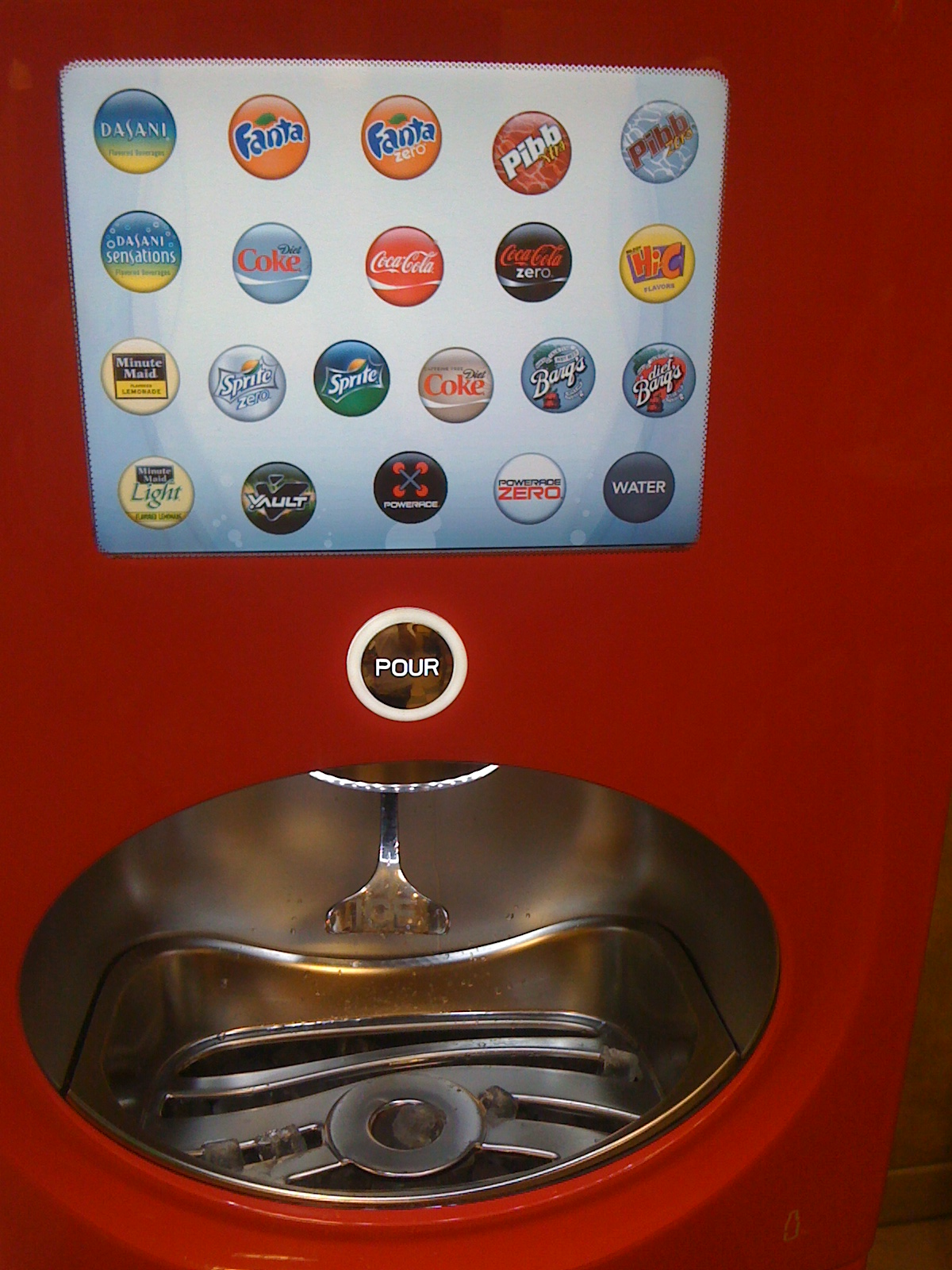
Façade d'une fontaine à soda Coca-Cola Freestyle.

En 2009, Coca Cola tente d'acquérir Huiyuan Juice pour 2,4 milliards de dollars, mais l'autorité de la concurrence chinoise s'oppose à cette acquisition. Aussi en 2009, Coca-Cola lance la Coca-Cola Freestyle, une fontaine à soda à écran tactile pouvant proposer jusqu'à 165 boissons,, parmi les produits et marques de Coca-Cola.

### Depuis 2010: Réorganisation du réseau

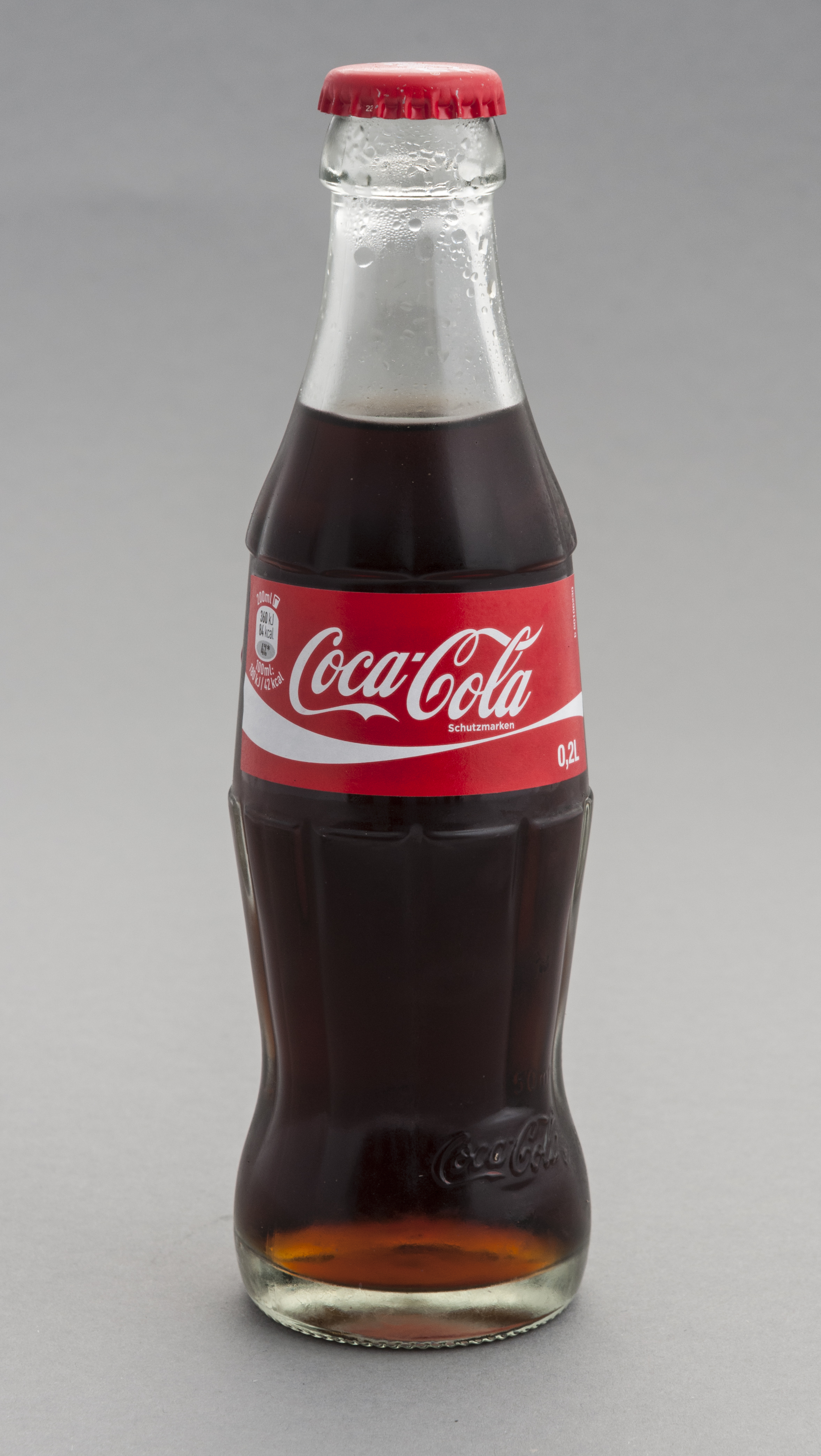
Bouteille de Coca-Cola.

En 2010, la Coca-Cola Company fait évoluer son réseau et en partie son propre embouteilleur. Le 2 octobre 2010, la Coca-Cola Company achète la branche nord-américaine de l'embouteilleur Coca-Cola Enterprises. D'un côté les activités d'embouteillage européennes sont en partie réorganisées, de l'autre les activités d'embouteillage et de fontaines nord-américaines ont été regroupées dans une division nommée Coca-Cola Refreshments. Le reste des participations est resté similaire. En parallèle à cette transaction la Coca-Cola Company a vendu ses participations dans Coca-Cola Drikker AS (Norvège) et Coca-Cola Drycker Sverige AB (Suède) à Coca-Cola Enterprises.
En 2011, la société fête ses 125 années d'existence. La société achète pour un total de 971 millions d'USD plusieurs embouteilleurs comme Great Plains Coca-Cola Bottling Company, la société Honest Tea et augmente sa participation dans le japonais Coca-Cola Central Japan Company. L'achat de Great Plains Coca-Cola Bottling Company s'élève à 360 millions d'USD et concerne le 5e embouteilleur des États-Unis avec des territoires en Oklahoma et en Arkansas. Great Plains avait été fondé en 1922 par Virgil Browne et les 9 usines de la société ont été intégrées à Coca-Cola Refreshments. Le 21 janvier 2011, la Coca-Cola Company revend sa part de 45,5 % dans Coca-Cola Embonor un embouteilleur au Chili à la société Rentas Libras Holding Limitada qui en détient déjà 26,7 %. La transaction représente 394 millions d'USD.
En 2012, Coca-Cola achète pour 820 millions 50 % dans Aujan Industries Company, une entreprise de boissons au Moyen-Orient et 49 % de la société d'embouteillage associée,. Coca-Cola investit aussi dans Mikuni Coca-Cola Bottling Co., un embouteilleur japonais partenaire qui a ensuite fusionné avec les trois sociétés japonaises dans Coca-Cola East Japan Bottling Company, achète l'embouteilleur américain Sacramento Coca-Cola Bottling Co. et des embouteilleurs au Viet Nam, Cambodge et au Guatemala.
En 2013, Coca-Cola finalise son acquisition de la société Fresh Trading commercialisant les produits Innocent. Coca-Cola mentionne aussi un investissement dans un embouteilleur de Myanmar. À la suite de l'achat de plusieurs embouteilleurs allemands en 2007, Coca-Cola paye 498 millions d'USD pour racheter les parts restants de Coca-Cola Erfrischungsgetränke. En parallèle l'entreprise vend des participations aux Philippines et au Brésil. En 2013, quatre embouteilleurs japonais ont fusionné pour former la Coca-Cola East Japan Bottling Company.
En 5 février 2014, Coca-Cola achète 10 % de Green Mountain Coffee pour 1,25 milliard d'USD,. En août 2014, Coca Cola acquiert 16,7 % de Monster Beverage Corporation, qui distribue notamment la boisson Monster Energy, pour 2,15 milliards de dollars. Le 27 novembre 2014, SABMiller, la Coca-Cola Company et la Gutsche Family Investments annoncent un accord pour la fusion des activités soda de SABMiller et Coca-Cola South African Bottling Company (Sabco) sous une société commune nommée Coca-Cola Beverages Africa,,. La fusion s'est effectuée sans échange d'argent. En plus de cet accord de fusion, la Coca-Cola Company accepte d'acquérir en décembre 2014 les marques de boissons gazeuses pétillantes Appletiser dans le monde entier et d'acheter ou d'obtenir une licence pour 19 autres noms de produits non alcoolisés en Afrique et en Amérique latine auprès de SABMiller pour environ 260 millions d'USD,.
En juin 2015, la Coca-Cola Company accorde deux franchises pour de nouveaux embouteilleurs, la Great Lakes Coca-Cola Distribution filiale de Reyes Holdings dans la zone de Chicago et le nord-ouest de l'Indiana et Coca-Cola Beverages Florida en Floride centrale.
En septembre 2015, la Coca-Cola Company vend 9 usines d'embouteillages pour 380 millions d'USD à Coca-Cola Bottling Consolidated, Coca-Cola Bottling Company United et Swire Coca-Cola USA, dans le but de réorganiser son activité d'embouteillage entre ces différents groupes affiliés. Le même mois, Coca-Cola annonce l'acquisition pour 3,15 milliards de dollars de Coca-Cola Beverages Africa, présent dans l'embouteillage, dont Anheuser-Busch InBev était co-actionnaire à hauteur de 54,5 %, à la suite du rachat de SABMiller.
Le 30 janvier 2016, la Coca-Cola Company annonce une prise de participation minoritaire de 40 % dans Chi Limited et son intention d'augmenter la participation à 100 % sous trois ans et des approbations réglementaires.
Le 29 août 2017, la Coca-Cola Company vend pour 215 millions d'USD la Great Plains Coca-Cola Bottling Company à la société mexicaine Arca Continental. Le 26 octobre 2017, la Coca-Cola Company achète pour 220 millions d'USD la marque d'eau minérale Topo Chico à la société mexicaine Arca Continental. Le 30 octobre 2017, la société Liberty Coca-Cola Beverages annonce acquérir auprès de la Coca-Cola Company les activités d'embouteillage de la région du Grand New York,. L'entreprise a été fondée par Paul Mulligan et Fran McGorry, anciens responsables de Coca-Cola Refreshments.
En août 2018, Coca Cola annonce l'acquisition de la chaîne de café Costa Coffee pour 5,1 milliards de dollars à Whitbread. Le 20 août 2018, Coca-Cola FEMSA revend sa participation de 51 % dans Coca-Cola Philippines à la Coca-Cola Company au travers de son Bottling Investissments Group. En septembre 2018, Coca Cola acquiert la marque de soda française Tropico, pour un montant non dévoilé.
Le 30 janvier 2019, la Coca-Cola Company annonce qu'elle détient désormais 100 % de CHI Limited, après l'acquisition des 40 % qu'elle ne détenait pas auprès de Tropical General Investment.
En juillet 2020, la Coca-Cola Company annonce vouloir arrêter la marque Odwalla pour se concentrer sur les marques Minute Maid et Topo Chico,.
Le 26 octobre 2020, Coca-Cola European Partners (détenue à 19 % par Coca-Cola Company) annonce lancer une offre d'acquisition sur Coca-Cola Amatil (détenue par Coca-Cola Company à 31 %) pour l'équivalent de 6,6 milliards d"USD.
En novembre 2021, Coca-Cola Company annonce l'acquisition de la participation qu'il ne détient pas dans Bodyarmor, spécialisée dans les boissons énergétiques, pour 5,6 milliards de dollars.
En juillet 2024, Coca-Cola Company est condamnée à payer un redressement fiscal de 2,7 milliards de dollars au fisc américain, soit environ 6 milliards de dollars intérêts compris, pour des revenus des années 2007, 2008 et 2009 mal comptabilisés. Cette affaire a été lancée par le fisc américain en 2015. Il s'agit de revenus provenant de pays étrangers et dont le chiffre d'affaires remontant aux États-Unis est sous-estimé. The Coca-Cola Company a déclaré faire appel de cette décision.
Son sponsoring des Jeux olympiques de 2024 à Paris est dénoncé par des chercheurs qui dénoncent dans BMJ Global Health le partenariat de Coca-Cola avec les JO 2024, l'accusant de promouvoir des boissons sucrées nocives pour la santé. Ils critiquent aussi son impact écologique, notamment l’usage massif de plastique.

## Produits et marques

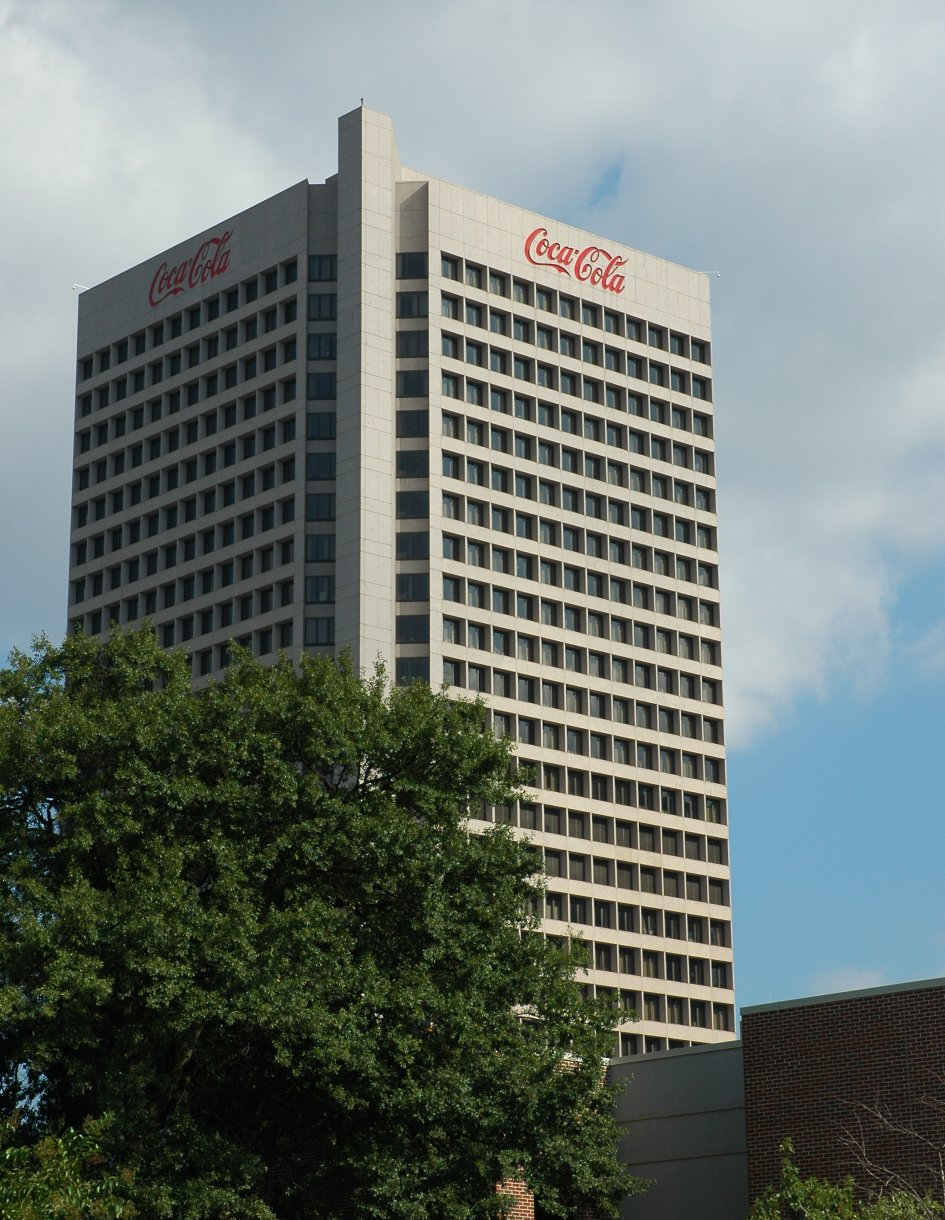
Siège social de la société, localisé à Atlanta.

La société est souvent associée à son produit phare, le Coca-Cola. Toutefois, elle produit une grande gamme de boissons sous différentes marques et parfois dans certains pays pour des concurrents. Ces marques incluent parmi tant d'autres : NALU Energizer, une boisson de 25 cl récente énergisante pétillante et fruitée revigorante à base d'ingrédients naturels (sans taurine), Crystal, une eau minérale brésilienne, et Formula 50, la boisson du rappeur américain 50 Cent.
La société obtient néanmoins quelques ratés dont le Dasani, le New Coke, (nouvelle formule pour le Coca-Cola) et OK Soda. La société Coca-Cola souhaitait également lancer un nouveau produit sur la base d'un soda au goût de Coca-Cola mais transparent. Ce projet a été abandonné, l'entreprise ayant été devancée par PepsiCo lors du lancement d'un produit similaire : le Crystal Pepsi. Cette boisson a l'aspect d'une limonade et le goût d'un cola.
Le 13 avril 2019, Disney Parks et Coca-Cola annoncent des canettes exclusives aux zones Star Wars: Galaxy's Edge pour le Coca-Cola, le Diet Coke, le Sprite et le Dasani avec des écritures en Aurebesh et de forme sphérique ; mini droïde BB-8 ou détonateur thermique,.

## Organisation

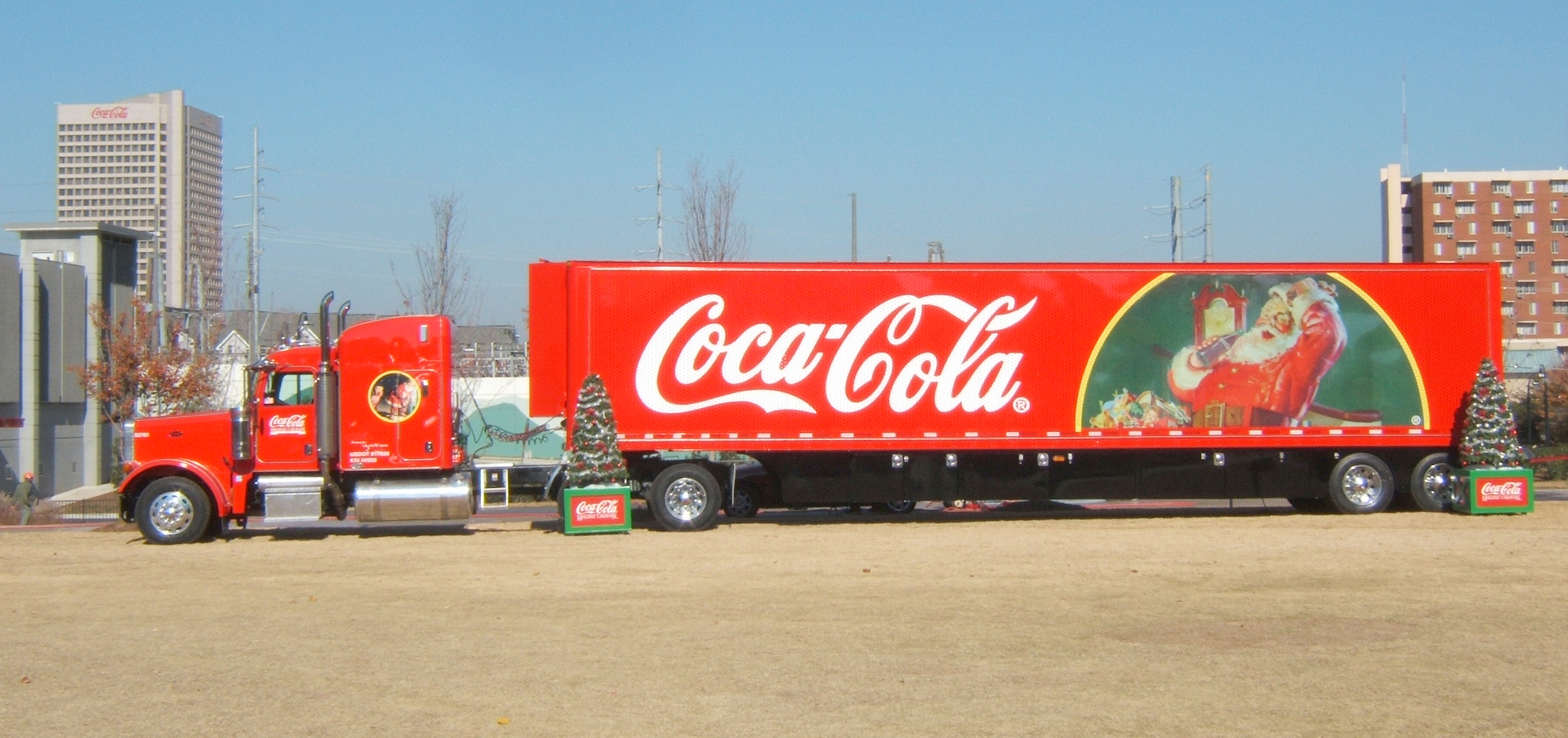
Camion Coca-Cola à Atlanta à l'approche de Noël, avec le siège de la compagnie en arrière-plan à gauche.

La société The Coca-Cola Company se définit dans ses rapports annuels comme une société détenant des marques de boissons non alcoolisées et produisant ces boissons au travers de sociétés détenues, contrôlées ou des partenaires indépendants assurant l'embouteillage, la distribution et la vente. L'organisation de la société a changé en octobre 2010 avec l'achat de la branche nord-américaine du principal embouteilleur, Coca-Cola Enterprises. En général, la Coca-Cola Company (TCCC) et ses filiales produisent juste le concentré de sirop qui est ensuite vendu à différents embouteilleurs à travers le monde et qui détiennent une franchise Coca-Cola. Ces sociétés d'embouteillage bénéficient alors d'une exclusivité sur un territoire donné, produisent le produit fini en canette et en bouteille à partir du mélange du concentré et d'eau filtrée. Les embouteilleurs commercialisent, vendent et distribuent les produits Coca-Cola aux magasins, distributeurs automatiques et restaurants.
Une exception à ce principe, aux États-Unis où TCCC est responsable en direct de la fabrication, de la vente et de la distribution des fontaines à soda directement auprès des grossistes et de certains détaillants. Ce système un peu unique dans le monde de l'agro-alimentaire avait été appliqué par Coca-Cola, et son principal concurrent Pepsi, dès leur début. Ainsi dès les années 1920, Coca-Cola compte plus de 1 000 embouteilleurs différents. À partir des années 1970, Coca-Cola commence à internationaliser cette activité en rachetant certains de ses embouteilleurs indépendants.

### Réseau des années 1990-2000: Concentration avec Coca-Cola Refreshments

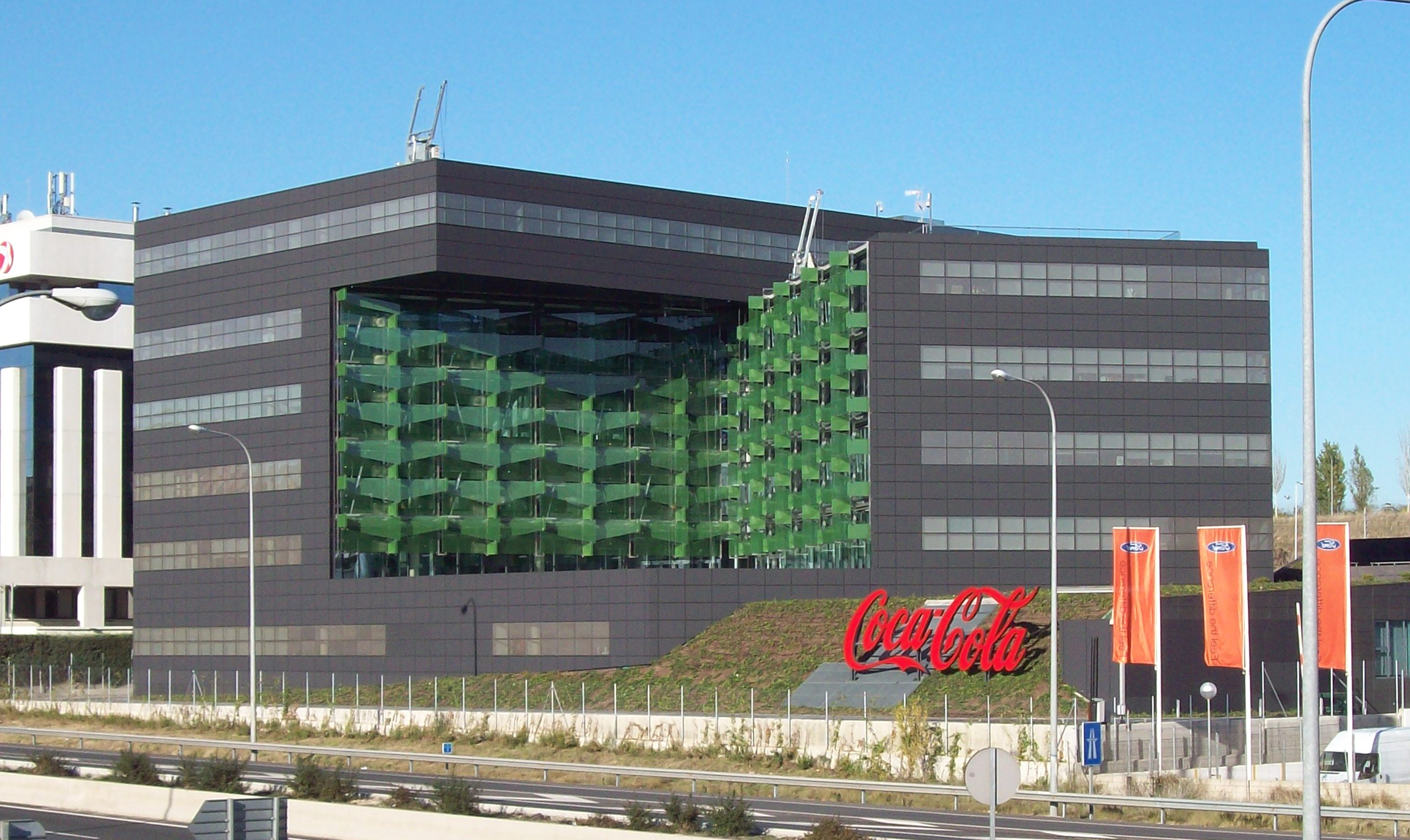
Société Coca-Cola à Madrid (Espagne).

En 1986, la Coca-Cola Company crée Coca-Cola Enterprises et commence à y regrouper ses activités d'embouteillage en Amérique du Nord. Mais elle reste minoritaire en ne prenant que 49 % du capital. Au cours des années 1990, par une série d'absorptions et de fusions, cette société va acquérir d'autres activités d'embouteillage en Amérique du Nord et en Europe jusqu'à sa position actuelle.
Les rapports annuels 2003 et 2009 détaillent l'organisation suivante :
- Coca-Cola Enterprises (37 % en 2003, 34 % en 2009) qui vend dans 46 états des États-Unis, les Caraïbes, le Canada, le Royaume-Uni, la France métropolitaine, les Pays-Bas, le Luxembourg et la Belgique
- Coca-Cola FEMSA, S.A. (40 % en 2009, 28 % en 2020) qui produit pour l'Amérique latine en association avec FEMSA : au Mexique, au Brésil, en Colombie, au Guatemala, au Costa Rica, Nicaragua, Panama et Venezuela, et en Argentine.
- Coca-Cola Bottling Co. Consolidated (35 %), premier embouteilleur de Coca-Cola aux États-Unis, basé à Charlotte en Caroline du Nord
- Coca-Cola Hellenic Bottling Company S.A. (24 % en 2003 et 23 % en 2009) qui produit pour l'Europe : l'Italie, l'Arménie, Autriche, Biélorussie, Bosnie-Herzégovine, Bulgarie, Croatie, République tchèque, Pays baltes, Grèce, Hongrie, Macédoine, Moldavie, Irlande du Nord, Pologne, Irlande, Roumanie, Russie, Serbie, Monténégro, Slovaquie, Slovénie, Suisse et Ukraine ;
- Coca-Cola Amatil (34 % en 2004 et 30 % en 2009) qui produit pour la région du Pacifique Sud : l'Indonésie, l'Australie, la Nouvelle-Zélande, la Corée du Sud, les Fidji et la Papouasie-Nouvelle-Guinée ;
- Coca-Cola Erfrischungsgetraenke AG (100 %) filiale pour l'Allemagne
- Beverage Partners Worldwide (50 % avec Nestlé) : thés et cafés
- CCDA Waters créée en juillet 2002 (51 %) : marques d'eaux sous licence de Danone

### Réseau des années 2010: Externalisation aux États-Unis
À partir de 2013, le modèle économique aux États-Unis change d'un quasi-monopole de la Coca-Cola Company au travers de sa filiale Coca-Cola Refreshements au profit d'une multitude de partenaires plus ou moins indépendants, près de 70 en 2017. La transformation se fait principalement par la vente de divisions régionales à des entreprises tierces. En 2017, la société a revendu la Tri-State Metro Operating Unit (New York, New Jersey, Philidelphie) à la Liberty Coca-Cola Beverages, les activités californiennes à Reyes Holdings sous le nom Reyes Coca-Cola Bottling et les activités dans l'Ouest à Swire Coca-Cola.
Le rapport annuel 2019 détaille l'organisation suivante pour les principaux embouteilleurs :
- Coca-Cola FEMSA, pour l'Amérique du Sud et l'Amérique latine
- Coca-Cola European Partners, pour l'Europe de l'Ouest
- Coca-Cola Hellenic Bottling Company pour l'Europe centrale et de l'Est comprenant aussi bien l'Italie, l’Irlande du Nord, la Pologne, mais aussi le Nigéria
- Arca Continental, pour l'Ouest et le nord du Mexique, les états américains de la frontière mexicaine, le nord de l’Argentine, l’Équateur et le Pérou
- Swire Beverages, pour la Chine et Taïwan, mais aussi 13 états de l'Ouest américain (principalement la façade pacifique)

Certaines sont détenues partiellement par la Coca-Cola et d'autres sont des embouteilleurs indépendants. Le rapport mentionne les sociétés dans lesquelles la Coca-Cola Company détient des parts, mais n'est pas exhaustif.

### Tableau actualisé
| Société                                                                     | Type          | PourcentageActionnaire       | Zone géographique |
| --------------------------------------------------------------------------- | ------------- | ---------------------------- | --- |
| Abarta Coca-Cola Beverages                                                  | Indépendant   | Abarta                       | États-Unis : Pennsylvanie, Virginie-Occidentale et Ohio                                                                                          |
| Aujan Industries Company J.S.C.                                             | Participation | 50 %                         | Afrique orientale et Moyen-Orient |
| Arca Continental                                                            | Indépendant   | Arca Continental Mexique     | Mexique, Équateur et Argentine |
| BA Sports Nutrition (BodyArmor)                                             | Participation | part minoritaire             | International : boissons sportives |
| Bralima                                                                     | Indépendant   | Heineken Pays-Bas            | Congo |
| Bralirwa                                                                    | Indépendant   | Heineken Pays-Bas            | Rwanda |
| Chi Limited                                                                 | Participation | 60 %                         | Nigeria : produits laitiers, les boissons et les collations au                                                                                   |
| Coca-Cola Amatil                                                            | Participation | 30,8 %                       | Australie, Nouvelle-Zélande, l'Indonésie, la Nouvelle-Guinée                                                                                     |
| Coca-Cola Andina                                                            | Participation | 7,3 %                        | Chili, Argentine, Paraguay et Brésil |
| Coca-Cola Beverages Africa                                                  | Participation | 68 %                         | Sud du continent africain |
| Coca-Cola Beverages Florida                                                 | Indépendant   | -                            | États-Unis : Floride |
| Coca-Cola Beverages Northeast                                               | Indépendant   | Kirin Japon                  | États-Unis : Nouvelle-Angleterre |
| Coca-Cola Beverages Philippines                                             | Participation | 51 %                         | Philippines |
| Coca-Cola Bottlers Japan Holdings                                           | Participation | 15,6 %                       | Japon |
| Coca-Cola Bottling Co. Consolidated                                         | Participation | 35 %                         | États-Unis: Sud-est, le Midwest et la partie médio-atlantique                                                                                    |
| Coca-Cola Bottling Company United                                           | Indépendant   | -                            | États-Unis : Alabama |
| Coca-Cola Bottling Midwest                                                  | Indépendant   | -                            | États-Unis : Minnesota et Dakota du Nord |
| Coca-Cola Embonor                                                           | Indépendant   | -                            | Chili, Bolivie |
| Coca-Cola Europacific Partners                                              | Participation | 19 %                         | Europe de l'Ouest |
| Coca-Cola FEMSA                                                             | Participation | 28 %                         | Brésil, en Colombie et au Venezuela |
| Coca-Cola Hellenic Bottling Company                                         | Participation | 23 %                         | Europe centrale et de l'Est |
| Coca-Cola İçecek                                                            | Participation | 19,1 %                       | Turquie |
| Corporación Lindley                                                         | Indépendant   | Arca Continental Mexique     | Pérou |
| Costa Coffee                                                                | Participation | 100 %                        | International : Café |
| Great Lakes Coca-Cola Bottling                                              | Indépendant   | Reyes Holdings États-Unis    | États-Unis : Chicago et Nord-Ouest de l'Indiana.                                                                                                 |
| Great Plains Coca-Cola Bottling Company                                     | Indépendant   | Arca Continental Mexique     | États-Unis : Oklahoma |
| Heartland Coca-Cola Bottling Company                                        | Indépendant   | Ulysses Bridgeman États-Unis | États-Unis : Kansas, Illinois |
| Jefferson City Coca-Cola Bottling Company                                   | Indépendant   | -                            | États-Unis : Missouri |
| Liberty Coca-Cola Beverages                                                 | Indépendant   | Reyes Holdings États-Unis    | États-Unis : New York, New Jersey et Philadelphie                                                                                                |
| Monster Beverage Corporation                                                | Participation | 19,4 %                       | Boisson énergisante à l'international |
| Reyes Coca-Cola Bottling                                                    | Indépendant   | Reyes Holdings États-Unis    | États-Unis : Californie et Nevada |
| Swire Coca-Cola Beverages                                                   | Indépendant   | Swire Chine                  | Chine, Hong Kong, Taïwan |
| Swire Coca-Cola USA                                                         | Indépendant   | Swire Chine                  | États-Unis : Arizona, Californie, Colorado, Idaho, Kansas, Nebraska, Nevada, Nouveau-Mexique, Oregon, Dakota du Sud, Utah, Washington et Wyoming |
| Timber Country Coca-Cola Beverages (Coca-Cola Bottling Company of Roseburg) | Indépendant   | -                            | États-Unis : Oregon et Californie du Nord |
| Viking Coca-Cola Bottling Company                                           | Indépendant   | -                            | États-Unis : Minnesota et Wisconsin |

## Données économiques

### Résultats financiers
| Année | Chiffre d'affaires | Résultats net |
| ----- | ------------------ | ------------- |
| 1995  | 18 127             | 2 986         |
| 1996  | 18 673             | 3 492         |
| 1997  | 18 868             | 4 129         |
| 1998  | 18 813             | 3 553         |
| 1999  | 19 284             | 2 431         |
| 2000  | 19 889             | 2 177         |
| 2001  | 20 092             | 3 969         |
| 2002  | 19 564             | 3 050         |
| 2003  | 21 044             | 4 347         |
| 2004  | 21 962             | 4 847         |
| 2005  | 23 104             | 4 872         |
| 2006  | 24 088             | 5 080         |
| 2007  | 28 857             | 5 981         |
| 2008  | 31 944             | 5 807         |
| 2009  | 30 990             | 6 824         |
| 2010  | 35 119             | 11 809        |
| 2011  | 46 542             | 8 572         |
| 2012  | 48 017             | 9 019         |
| 2013  | 46 854             | 8 584         |
| 2014  | 45 998             | 7 098         |
| 2015  | 44 294             | 7 351         |
| 2016  | 41 863             | 6 527         |
| 2017  | 35 410             | 1 248         |
| 2018  | 31 856             | 6 434         |
| 2019  | 37 266             | 8 920         |

Le premier trimestre 2015 marque un léger tournant pour l'entreprise. Pour la première fois depuis 9 trimestres, le géant américain voit son chiffre d'affaires augmenter de 1,3 % (10,71 milliards de dollars).

### Actionnaires
| Nom                                                | Actions     | %      |
| -------------------------------------------------- | ----------- | ------ |
| Berkshire Hathaway (Investment Management)         | 400 000 000 | 9,26 % |
| The Vanguard Group                                 | 326 779 285 | 7,56 % |
| Capital Research & Management                      | 232 215 000 | 5,38 % |
| State Street Global Advisors (en) Funds Management | 167 328 402 | 3,87 % |
| BlackRock Fund Advisors                            | 83 366 592  | 1,93 % |
| Wellington Management                              | 72 217 157  | 1,67 % |
| Geode Capital Management                           | 59 732 583  | 1,38 % |
| Fidelity Management & Research                     | 52 441 913  | 1,21 % |
| Northern Trust Investments (Investment Management) | 47 059 513  | 1,09 % |
| JPMorgan Investment Management                     | 46 275 487  | 1,07 % |

### Profits et imposition
Le groupe utilise plusieurs paradis fiscaux, notamment les îles Caïmans pour dissimuler ses profits aux diverses administrations fiscales. Selon BFM Business, en 2015, les bénéfices cachés de l'entreprise représentaient 32 milliards de dollars et de ce fait 11 milliards de dollars échappaient à l'administration fiscale américaine. Le groupe a fait l'objet d'un redressement fiscal de 3,3 milliards de dollars pour les années 2007 à 2009.

## Activité de lobbying

### En France
La compagnie Coca-Cola est inscrite comme représentant d'intérêts auprès de l'Assemblée nationale. Elle déclare à ce titre en 2014 un chiffre d'affaires de 2 200 000 000 euros et indique que les coûts annuels liés aux activités directes de représentation d'intérêts auprès du Parlement s'élèvent à 65 000 euros.
Pour l'année 2017, Coca-Cola services France et Coca-Cola European Partners déclarent à la Haute Autorité pour la transparence de la vie publique exercer des activités de lobbying en France pour un montant qui n'excède pas, respectivement, 50 000 et 100 000 euros.

### Auprès des institutions de l'Union européenne
The Coca-Cola Company est inscrite depuis 2009 au registre de transparence des représentants d'intérêts auprès de la Commission européenne. Elle déclare en 2016 pour cette activité 3 collaborateurs à temps plein et des dépenses d'un montant de 620 000 euros. L'entreprise est en outre représentée par un cabinet spécialisé pour un budget compris entre 200 000 et 300 000 euros.

### Liens
1. ↑  https://www.timbercountrycocacola.com/about/
2. ↑  https://vikingcocacola.com/